# Daddy Yod
Sténard Saint Félix, alias Daddy Yod ou King Daddy Yod, né à Petit Canal en Guadeloupe, est un chanteur français. Il est un des précurseurs du raggamuffin en France.

## Biographie
Il arrive en métropole à l'âge de 9 ans.
Il fait ses débuts avec le sound system Youthman Unity Academy.
Sa participation avec le titre Rock en Zonzon à la compilation Rapattitude disque d'or en 1990 lui permet de s'adresser à un plus large public. Le single l'album Faut pas taper la doudou sur son premier album Redoutable en 1990, lui attire une grande popularité en métropole ainsi qu'aux Antilles.
Sur son deuxième LP nommé King Daddy Yod en 1991 qui contient un de ces titres les plus connus Delbor (Bordel), il pose en vainqueur du Tour de France avec le maillot jaune.
En 1993 il enregistre L'incorruptible, avec Sly and Robbie. La même année, il perd un clash face à Daddy Nuttea, à l'Espace des Peupliers (Paris 13e) devant 1200 personnes , clash appartenant aujourd'hui à l'Histoire du reggae français.
Le Survivant sort en 1995 et il participe parallèlement aux albums du groupe Tout simplement noir et leur livre plusieurs featurings, dont Club TSN.
En 2002, Farid Dms Debah réalise le clip vidéo du titre Show Girl tiré de l'album du même nom.
L'album Fraîche arrive en 2006, avec une nouvelle version de Delbor enregistré avec Flya, Jamadom, Tiwony, Ragga Ranks et des titres issus de plusieurs compilations : Killa session 2 et Atomic Riddim.
Il coréalise avec Cristobal Sévilla, le film documentaire Il était une fois ... RAGGAMUFFIN où il interview Isaac du groupe Neg Sowéto, Devon T de Neg Commando, Sidney de l'émission H.I.P H.O.P, Pablo Master, Princess Erika, Ras Kodo, Asher de Jah Wisdom, Saï Saï et Ragga Dub Force Massive.
En 2014, il remet encore au goût du jour son célèbre single Delbor avec de jeunes artistes, Daly et Politik Nai pour fêter son retour sur la scène antillaise.
En 2022, il sort un nouveau single, "Clean", qu'il présente sur Couleurs Tropicales en compagnie de la rappeuse tchadienne Crazy Missy et de l'artiste comorien Says'z.

## Discographie[3],[4]

### Live
- Le survivant tour (1995)
- Live Show (2000)

### Compilation
- Anthology (2009) (2 cd 35 titres + 9 vidéos)

### Singles / Maxi
- Raggamuffin (1991)[5]
- Faut pas taper la doudou (1991)
- Dis papa t'as pas vu (1993)
- Invitation (1994)
- Héléne et Corine (1996)
- Delbor (1997)
- Kung Fu Fighting (1998)
- Kimbé red (2001)
- Diab' là prend yo (2002)
- Le survivant (1995)
- Delbow (feat. Daly & Politik Nai) (2014)

### Participations
- France Connection avec Elle N'est Pas Prête (1987)
- Rapattitude avec Rock en Zonzon (1990)
- Tout simplement noir, Le mal de la nuit (1997)
- Bande originale du film Quatre garçons pleins d'avenir avec les titres Hélène et Corinne et La part du gâteau (1997)
- Tribute to Bob Marley avec Mike Anthony (1998)
- Plus de cœur égal soleil : présent sur 7 titres, duo avec Pierpoljak, etc. (2000)
- J'L'Tismé, Le Jour J (2000)
- Poutchi Riddim - & King Lesly : Peace and love (2002)
- KDY Radio sound system (2005)
- Joyeux Noël avec Lola Martin (2009)[6]